# Stabilità strutturale
In matematica, la stabilità strutturale è una proprietà fondamentale dei sistemi dinamici descrivibile qualitativamente come l'inalterabilità delle traiettorie a seguito di piccole perturbazioni di classe {\displaystyle C^{1}}. Esempi di queste proprietà qualitative sono il numero di punti fissi e di orbite periodiche (ma non i loro periodi). A differenza della stabilità secondo Lyapunov, che considera perturbazioni nelle condizioni iniziali di un certo sistema, la stabilità strutturale riguarda le perturbazioni del sistema stesso. Le varianti di questa nozione si applicano ai sistemi di equazioni differenziali ordinarie, ai campi vettoriali su varietà regolari, i flussi da essi generati, e i diffeomorfismi.
I sistemi strutturalmente stabili furono introdotti da Aleksandr Aleksandrovič Andronov e Lev Semënovič Pontrjagin nel 1937 con il nome di "systèmes grossières", o sistemi grezzi. Essi annunciarono una caratterizzazione dei sistemi grezzi nel piano, il criterio di Andronov–Pontryagin. In questo caso, i sistemi strutturalmente stabili sono tipici: formano un insieme aperto denso sullo spazio di tutti i sistemi dotati di un'appropriata topologia. In spazi di più elevata dimensione ciò non è più vero, indice del fatto che in dimensioni superiori la dinamica può essere molto complessa (vedi attrattore strano). Una classe importante di sistemi strutturalmente stabili in dimensioni arbitrarie è data dai flussi e diffeomorfismi di Anosov.